# 因蒂坎查山 (普諾大區)
15°18′50″S 70°16′35″W / 15.31389°S 70.27639°W
因蒂坎查山（Intikancha），是秘魯的山峰，位於該國東南部普諾大區的蘭帕省和聖羅曼省，屬於安第斯山脈的一部分，該山峰海拔高度4,400米。